# 扁鬚細絲鯰
扁鬚細絲鯰，為輻鰭魚綱鯰形目鯰科的其中一種，為熱帶淡水魚，分布於亞洲婆羅洲北部Ranjang河流域，體長可達17.6公分，棲息在底中層水域，生活習性不明。